# Parco nazionale della pineta di Drenova
Il parco nazionale della pineta di Drenova è un parco nazionale dell'Albania situato nella parte sudorientale del paese a circa 10 km dalla città di Coriza nel territorio soprastante il comune di Drenova.

## Flora
Il parco, che è compreso nell'ecoregione delle foreste decidue illiriche è caratterizzato dalla foresta temperata, pini, abeti e noccioli si alternano a pascoli alpini e subalpini.

## Fauna
Nel parco sono presenti orsi, lupi e caprioli.

## Geologia
Il parco è ricco di sorgenti d'acqua , vi si trovano numerose conformazioni rocciose dalle forme curiose definite dall'erosione come il Guri i Capit situato ad un'altitudine di 1573 m s.l.m. alto circa 50 metri e molto ripido su un lato.